# HOLA! DOMINGO
『HOLA! DOMINGO』（オーラ・ドミンゴ）は、2006年4月2日から2007年9月30日までJ-WAVEで放送されていたラジオ番組。

## 概要
南美布がナビゲーターを務めていたワイド番組で、毎週日曜 9:00 - 13:00（日本標準時）に放送。
はつらつとした日曜日を演出することをコンセプトにしたこの番組は、南の音楽やアートなどにかける情熱と知識、そして彼女の明るいキャラクターと躍動感を全面に押し出した内容で放送されていた。

## コーナー

### 番組終了時のコーナー
- 9:20 - 9:50 TEPCO EARTH HUMMING
  - 前番組『FREE TEMPO』からの引き継ぎコーナー[2]。環境・エコ・自然関係の仕事に携わっている人物にインタビューし、現場でのやりがい・楽しさ・可能性などについて語ってもらっていた[3]。
- 10:00 - 10:30 DAY TRIPPER
  - リポーターはNICO[1]。日曜午前からでも間に合う日帰りできる場所をリポートするとともに、ドライブに合った楽曲を流していた。NICOは、番組終了直前にスタジオからも出演していた。
- 10:55 - 11:25 GET READY GO
  - 世界のアート＆エンターテイメントに関する情報。来日ミュージシャンのインタビューなどもあり。
- 11:40 - 12:30 SHUKAN CHINTAI presents TIME FOR BRUNCH
  - ナビゲーターははな。東京近辺の街の情報を紹介。

### 途中で終了したコーナー
- 10:55 - 11:25 NTT DATA SMOOTH INSIGHT